# دانيال فيرلاند
دانيال فيرلاند (بالإنجليزية: Danielle Ferland)‏ هي ممثلة أمريكية، ولدت في 31 يناير 1971 في دربي في الولايات المتحدة. من الجوائز التي نالتها جائزة المسرح العالمي سنة 1988.

## جوائز
- جائزة المسرح العالمي (1988)

## وصلات خارجية
- دانيال فيرلاند على موقع IMDb (الإنجليزية)
- دانيال فيرلاند على موقع ميوزك برينز (الإنجليزية)
- دانيال فيرلاند على موقع قاعدة بيانات برودواي على الإنترنت (الإنجليزية)
- دانيال فيرلاند على موقع قاعدة بيانات الفيلم (الإنجليزية)